# Освајачи олимпијских медаља у теквонду
Теквондо на Летњим олимпијским играма дебитовао је 2000. на играма у Сиднеју. Следећа листа презентује све освајаче златних, сребрних и бронзаних медаља на Олимпијским играма у теквонду.

## Мушкарци

### До 58 к
| Игре                 |                           |                                           |                                                                |
| 2000. Сиднеј         | Михаил Мурутсос · Грчка   | Габријел Еспарса · Шпанија                | Хуан Џисјун · Кинески Тајпеј                                   |
| 2004. Атина          | Џу Мујан · Кинески Тајпеј | Оскар Саласар · Мексико                   | Тамер Бајуми · Египат                                          |
| 2008. Пекинг         | Гиљермо Перез · Мексико   | Габриел Мерседес · Доминиканска Република | Рохула Никпај · Авганистан Џу Мујан · Кинески Тајпеј           |
| 2012. Лондон         | Хоел Гонзалез · Шпанија   | Ли Техун · Јужна Кореја                   | Оскар Муњоз · Колумбија Алексеј Денисенко · Русија             |
| 2016. Рио де Жанеиро | Џао Шуај · Кина           | Тавин Ханпраб · Тајланд                   | Луисито Пије · Доминиканска Република Ким Техун · Јужна Кореја |

### До 68 kg
| Игре                 |                                          |                                        |                                                                       |
| 2000. Сиднеј         | Стивен Лопез · Сједињене Америчке Државе | Син Џун Сик · Јужна Кореја             | Хади Саеи · Иран                                                      |
| 2004. Атина          | Хади Саеи · Иран                         | Хуан Џисјун · Кинески Тајпеј           | Сон Мјон Соп · Јужна Кореја                                           |
| 2008. Пекинг         | Сон Тхе Џин · Јужна Кореја               | Марк Лопез · Сједињене Америчке Државе | Сервет Тазегул · Турска Сун Јујци · Кинески Тајпеј                    |
| 2012. Лондон         | Сервет Тазегул · Турска                  | Мохамад Багери Мотамед · Иран          | Теренс Џенингс · Сједињене Америчке Државе Рохула Никпај · Авганистан |
| 2016. Рио де Жанеиро | Ахмад Абугауш · Јордан                   | Алексеј Денисенко · Русија             | Ли Техун · Јужна Кореја Хоел Гонзалез · Шпанија                       |

### До 80 kg
| Игре                 |                                          |                                       |                                                                 |
| 2000. Сиднеј         | Анхел Матос · Куба                       | Фајсал Ебнуталиб · Немачка            | Виктор Естрада · Мексико                                        |
| 2004. Атина          | Стивен Лопез · Сједињене Америчке Државе | Бахри Танрикулу · Турска              | Јусеф Карами · Иран                                             |
| 2008. Пекинг         | Хади Саеи · Иран                         | Мауро Сармјенто · Италија             | Џу Го · Кина Стивен Лопез · Сједињене Америчке Државе           |
| 2012. Лондон         | Себастијан Крисманич · Аргентина         | Николас Гарсија · Шпанија             | Лутало Мухамад · Уједињено Краљевство Мауро Сармјенто · Италија |
| 2016. Рио де Жанеиро | Шејк Салах Сисе · Обала Слоноваче        | Лутало Мухамад · Уједињено Краљевство | Милад Беиги · Азербејџан Усама Уеслати · Тунис                  |

### Преко 80 kg
| Игре                 |                             |                                |                                                        |
| 2000. Сиднеј         | Ким Кјон Хун · Јужна Кореја | Денијел Трентон · Аустралија   | Паскал Жантил · Француска                              |
| 2004. Атина          | Мун Де Сон · Јужна Кореја   | Александрос Николаидис · Грчка | Паскал Жантил · Француска                              |
| 2008. Пекинг         | Ча Дон Мин · Јужна Кореја   | Александрос Николаидис · Грчка | Чика Чуквумириџе · Нигерија Арман Чилманов · Казахстан |
| 2012. Лондон         | Карло Молфета · Италија     | Антони Обам · Габон            | Робелис Деспање · Куба Љу Сјаобо · Кина                |
| 2016. Рио де Жанеиро | Радик Исајев · Азербејџан   | Абдул Разак Исуфу · Нигер      | Мајкон де Андраде · Бразил Ча Дон Мин · Јужна Кореја   |

## Жене

### До 49 kg
| Игре                 |                            |                            |                                                                |
| 2000. Сиднеј         | Лорен Бернс · Аустралија   | Урбија Мелендез · Куба     | Ци Шужу · Кинески Тајпеј                                       |
| 2004. Атина          | Чен Шисин · Кинески Тајпеј | Јанелис Лабрада · Куба     | Јовапа Бураполчај · Тајланд                                    |
| 2008. Пекинг         | Ву Ђингји · Кина           | Бутри Пуедпонг · Тајланд   | Дајнелис Монтехо · Куба Далија Контрерас · Венецуела           |
| 2012. Лондон         | Ву Ђингји · Кина           | Бригита Јагуе · Шпанија    | Чанатип Сонхам · Тајланд Луција Заниновић · Хрватска           |
| 2016. Рио де Жанеиро | Кин Со хуи · Јужна Кореја  | Тијана Богдановић · Србија | Патимат Абакарова · Азербејџан Панипак Вонгпатанакит · Тајланд |

### До 57 kg
| Игре                 |                                   |                                        |                                                                    |
| 2000. Сиднеј         | Чон Џэ Ин · Јужна Кореја          | Тран Хеу Нган · Вијетнам               | Хамиде Бикчин Тосун · Турска                                       |
| 2004. Атина          | Чан Џи Вон · Јужна Кореја         | Ниа Абдала · Сједињене Америчке Државе | Иридија Саласар · Мексико                                          |
| 2008. Пекинг         | Лим Су Џон · Јужна Кореја         | Азизе Танрикулу · Турска               | Дијана Лопез · Сједињене Америчке Државе Мартина Зубчић · Хрватска |
| 2012. Лондон         | Џејд Џоунс · Уједињено Краљевство | Хоу Јиџуо · Кина                       | Марлен Арноа · Француска Ценг Ли-Џенг · Кинески Тајпеј             |
| 2016. Рио де Жанеиро | Џејд Џоунс · Уједињено Краљевство | Ева Калво · Шпанија                    | Кимиа Ализаде · Иран Хедаја Малак · Египат                         |

### До 67 kg
| Игре                 |                               |                             |                                                                  |
| 2000. Сиднеј         | Ли Сун Хи · Јужна Кореја      | Труде Гундерсен · Норвешка  | Јорико Окамото · Јапан                                           |
| 2004. Атина          | Ло Веј · Кина                 | Елисавета Мистакиду · Грчка | Хванг Кјон Сон · Јужна Кореја                                    |
| 2008. Пекинг         | Хванг Кјон Сон · Јужна Кореја | Карин Сержри · Канада       | Гледис Епанг · Француска Сандра Шарић · Хрватска                 |
| 2012. Лондон         | Хванг Кјон Сон · Јужна Кореја | Нур Татар · Турска          | Пејџ Макферсон · Сједињене Америчке Државе Хелена Фром · Немачка |
| 2016. Рио де Жанеиро | Ох Хери · Јужна Кореја        | Аби Њар · Француска         | Рут Гбагби · Обала Слоноваче Нур Татар · Турска                  |

### Преко 67 kg
| Игре                 |                           |                              |                                                                               |
| 2000. Сиднеј         | Џен Џун · Кина            | Наталија Иванова · Русија    | Доминик Босар · Канада                                                        |
| 2004. Атина          | Џен Џун · Кина            | Мириам Баверел · Француска   | Адриана Кармона · Венецуела                                                   |
| 2008. Пекинг         | Марија Еспиноза · Мексико | Нина Солхејм · Норвешка      | Сара Стивенсон · Уједињено Краљевство Наталија Флавиња · Бразил               |
| 2012. Лондон         | Милица Мандић · Србија    | Ана-Каролин Граф · Француска | Анастасија Баришњикова · Русија Марија Еспиноза · Мексико                     |
| 2016. Рио де Жанеиро | Џенг Шујин · Кина         | Марија Еспиноза · Мексико    | Бианка Вокден · Уједињено Краљевство Џеки Геловеј · Сједињене Америчке Државе |